# Turritopsis nutricula
A Turritopsis nutricula egy olyan hidraállat fajta, amelynek a medúza alakja visszaalakulhat polippá a teljes szexuális differenciálódása után is. A faj, az egyetlen eddig leírt állat, amely képes visszafejlődni egy szexuálisan éretlen, telepes állapotig, miután már saját kolóniájáról leválva, egyéni stádiumában teljesen kifejlődött.  Ezt a transzdifferenciálódásnak nevezett sejtfejlődési folyamat révén éri el.  Elméletileg ez a kör a végtelenségig folytatódhat, így a fajt nem-halandónak tekinthetjük, bár a természetben a legtöbb egyed, mint minden más medúza, a ragadozók vagy betegségek áldozatául esik, anélkül, hogy egyszer is visszafejlődne a polip stádiumig.

## Leírása
A medúza teste harang alakú, legfeljebb 4,5 milliméteres átmérővel. Körülbelül olyan magas, mint amennyire széles. A zseléréteg az oldalán mindenhol ugyanolyan vékony, csak az állat felső részén találhatóak megvastagodások. Viszonylag nagy gyomra halvány vörös és van egy kereszt alakú keresztmetszete is. A fiatal egyedek 1 milliméteres átmérővel mindössze 8 csáppal rendelkeznek, melyek egyenletesen helyezkednek el oldalaikon, míg kifejlett társaiknak akár 80-90 is lehet.
A Turritopsis nutricula is rendelkezik aljzat-lakó polip formával, melyek 1-2 nap elteltével apró medúzákká képesek válni, melyek szabadon úszkálhatnak.
Kinézetre mindkét forma hasonlít a Turritopsis rubra fajra, mely egyébként közeli rokonuk. Sőt, egy genetikai tanulmány megjelenéséig a két fajt azonosnak gondolták. A Turritopsis rubra fajról azonban nem tudni, hogy 'halhatatlan-e'.

## Előfordulása
A Turritopsis nemzetség valószínűleg a Karib-tengerből származik, de világszerte elterjedt, és a különböző populációit nehéz elkülöníteni alaktani jegyek alapján, azonban egy nemrég elvégzett kutatás szerint, amely a mitokondriális riboszómák gén szakaszainak összehasonlításán alapult, különböző fajokra oszthatjuk őket. A mérsékelt és trópusi öv tengereiben a világ minden részén megtalálhatóak, feltételezik, hogy a hajók ballasztvíztartályaiban utazva terjednek.